# Felix Lundgren
Felix Lundgren, född december 1990, är en svensk skådespelare från Stockholm.

## Filmografi
- 2024 - STHLM Blackout (Prime Video)
- 2021 - The Laundromat (Short)
- 2019 - Gryning
- 2014 - Kommissarien och havet
- 2011 - Kommissarien och havet
- 2008 - Höök - SVT Drama
- 2006 - Inga tårar
- 2005 - Kvalster - SVT Drama